# Champaign (Illinois)
Champaign é uma cidade localizada no estado americano de Illinois, no Condado de Champaign.

## Demografia
Segundo o censo americano de 2000, a sua população era de 67.518 habitantes.
Em 2006, foi estimada uma população de 73.685, um aumento de 6167 (9.1%).

## Geografia
De acordo com o United States Census Bureau tem uma área de
44,1 km², dos quais 44,0 km² cobertos por terra e 0,1 km² cobertos por água.

## Localidades na vizinhança
O diagrama seguinte representa as localidades num raio de 16 km ao redor de Champaign.